# NUTS de Liechtenstein
Como um membro da EFTA, Liechtenstein (LI) está incluído no Nomenclatura das Unidades Territoriais para Fins Estatísticos (NUTS). Todos três níveis de NUTS correspondem ao próprio país:
- NUTS-1: LI0 Liechtenstein
- NUTS-2: LI00 Liechtenstein
- NUTS-3: LI000 Liechtenstein

Abaixo os níveis NUTS, há dois LAU níveis (LAU-1: distritos eleitorais; LAU-2: municipalidades).